# JUNKTION
『JUNKTION』（ジャンクション）は、1977年9月5日に発売されたオフコース通算5作目のオリジナル・アルバム。

## 解説
前作『SONG IS LOVE』のリリースと前後して（ジャネット同様、かつて武藤敏史がディレクターを担当していた）ザ・バッド・ボーイズの元メンバー清水仁がコンサートでサポート・メンバーとして参加していたが、このアルバムからレコーディングにも参加するようになり、後に5人組のバンドとなるメンバーが全員揃う。プレーヤーとしては未熟だった清水の起用について「テクニックだけならうまい人は他にもたくさんいるけれど、性格的な部分で長く一緒にやっていけると思った」と、小田は後に語っていた。
清水・大間ジロー・松尾一彦の3人を加えた5人のオフコースのツアーが4月からスタートし、レコーディングはそのツアーの合間を縫って行われた。このツアーでは鈴木がメイン・ギターをアコースティック・ギターからエレキ・ギターに変え、キーボードとギターを交互に弾いていた小田はキーボードに専念することになる。鈴木は「僕ははじめメンバーが増えると音量が大きくなるかな、ぐらいにしか思っていなかったけれど、それはとんでもない間違い。2人でステージをやっていたときなんか、1人がヘマをするとそれに気を取られていっぺんに沈んでしまったけれど、5人だと少々ミスをしても、目立たないし気も取り戻せる。聴衆とのコミュニケートを考えられる」「音楽も変わった。2人でやっていたときは、僕はアコースティック・ギターしか持たなかったんだが、エレキギターを持つようになった。それでただ聴かせるだけから一緒に楽しもうと思うようになった」と語っている。
このアルバムについて武藤敏史は「当時はシャレたサウンドのいわゆる“シティ・ミュージック”と呼ばれる音楽が続々と台頭した時代で、そうした時代の風潮に影響されたわけではないが、オフコースもこのアルバムでは少しだけ時代の要請を取り入れている。要するに僕としては、オフコースは何でもできる、それだけの幅の広さを持ったグループなんだということを証明するアルバムにしたかったわけである。それは、これだけの素晴らしいグループなのだから、もっと売れて欲しいと願う、僕の一種の焦りだったかもしれないが、そんな僕の気持ちを汲んでくれてか、彼らも少しだけ当時の流行のサウンドを取り入れてくれて、その音楽的実力と幅の広さを証明してくれた、と思っている」と、後に語っていた。
A-1「INVITATION」は鈴木の作品だが、イントロに収録されている1分ほどのボーカル・パートは前作『SONG IS LOVE』収録のB-6「歌を捧げて」のアウトロに収録されていたものの再録で、小田と鈴木が交互に歌っている。
A-4「潮の香り」は後に鈴木が『BeSide』と『FORWARD』でセルフカヴァーした。
B-4「HERO」はグループ史上初の小田・鈴木の共作曲で、ボーカルも揃って担当している。
アルバムタイトルは“ジャンクション”だが英語表記は“JUNCTION”（合流点、連絡駅）と“JUNK”（がらくた）をあわせた造語になっている。また、このアルバムからグループ名表記が“オフ・コース”から“オフコース”に変更されている。ジャケットのデザインは『SONG IS LOVE』から引き続き木暮溢世が手がけているが、木暮はジャケットで使用したテニスボールをファンにプレゼントする2003年まで大切に持っていた。

## 収録曲

### SIDE A
1. INVITATION (4'08")
鈴木康博・作詞・作曲
2. 思い出を盗んで (3'52")
小田和正・作詞・作曲
3. 愛のきざし (3'30")
小田和正・作詞・作曲
4. 潮の香り (3'42")
鈴木康博・作詞・作曲
5. 秋の気配 (3'52")
小田和正・作詞・作曲・ストリングス編曲

### SIDE B
1. 変わってゆく女 (3'42")
鈴木康博・作詞・作曲
2. あなたがいれば (4'21")
小田和正・作詞  鈴木康博・作曲・ストリングス & ウッドウインド編曲
3. 恋人よ そのままで (3'21")
鈴木康博・作詞・作曲
4. HERO (7'23")
小田和正・鈴木康博  作詞・作曲  小田和正・ストリングス編曲

歌・編曲 : オフコース

## クレジット
| Keyboards & Flute KAZUMASA ODA        |  | Guitars & Percussions YASUHIRO SUZUKI |
| Electric Bass HITOSHI SHIMIZU         |  |                                       |
| Drums & Percussions HITOSE “Jiro” OMA |  |                                       |
| Harmonica & Guitars KAZUHIKO MATSUO   |  |                                       |

|                                                                                     |
| Produced by TOSHIFUMI MUTOH KAZUMASA ODA, YASUHIRO SUZUKI                           |
| Arranged by OFF COURSE                                                              |
| Recording & Mixing Engineered by RYOJI HACHIYA                                      |
| Assistant Engineer KENICHI YAMAGUCHI, SHOICHI KAWAMURA SUSUMU MERA (FREEDOM STUDIO) |
| Graphic Concept, Design & Photography ISSEY KOGURE                                  |
|                                                                                     |
| Recorded at TOSHIBA EMI STUDIO 1 & FREEDOM STUDIO from June 6 to July 27,1977.      |
| Remixed at TOSHIBA EMI STUDIO 1.                                                    |

## TOCT-25636, TOCT-95036

### 解説
2005年、レコード・デビュー35周年にあわせ“オリジナル・アルバム15タイトル紙ジャケット・シリーズ”としてエキスプレス・レーベル在籍中のオリジナル作品がリイシュー。24ビット・デジタル・リマスタリング、オリジナルLP装丁を復刻した紙ジャケット仕様にてリリースされた。2009年にはSHM-CDフォーマット、通常のプラ・ケース仕様で再発された。

### 収録曲
1. INVITATION
2. 思い出を盗んで
3. 愛のきざし
4. 潮の香り
5. 秋の気配
6. 変わってゆく女
7. あなたがいれば
8. 恋人よ そのままで
9. HERO

### クレジット
- リマスタリング・エンジニア：行方洋一
- ジャケット資料協力：喜多雅美 (サウンドステーション)
- ライナーノーツ：田家秀樹

## リリース履歴
| #  | 発売日         | リリース                                 | 規格   | 品番       | 備考 |
| -- | -------------- | ---------------------------------------- | ------ | ---------- | --- |
| 1  | 1977年9月5日   | エキスプレス ⁄ 東芝EMI                   | LP     | ETP-72269  | |
| 2  | 1979年         | エキスプレス ⁄ 東芝EMI                   | CT     | ZT25-323   | |
| 3  | 1983年11月21日 | エキスプレス ⁄ 東芝EMI                   | CD     | CA35-1042  | 初CD化（以降全てアーティスト非監修による再発）。                                                            |
| 4  | 1985年9月28日  | エキスプレス ⁄ 東芝EMI                   | CD     | CA32-1160  | 品番および価格改定。                                                                                        |
| 5  | 1987年7月5日   | エキスプレス ⁄ 東芝EMI                   | CD     | CA25-1485  | オリジナル・アルバム+ボーナス・ディスクの12枚組CD-BOX『OFF COURSE BOX』(CA25-1480~1490)の中の1枚。          |
| 5  | 1987年7月5日   | エキスプレス ⁄ 東芝EMI                   | CT     | ZH22-1855  | オリジナル・アルバム+ボーナス・カセットの12本組カセットBOX『OFF COURSE BOX』(ZH22-1850-60)の中の1本。       |
| 6  | 1991年6月7日   | エキスプレス ⁄ 東芝EMI                   | CD     | TOCT-6205  | |
| 7  | 1992年6月24日  | エキスプレス ⁄ 東芝EMI                   | CD     | TOCT-6564  | 音蔵シリーズでの再発。                                                                                      |
| 8  | 1998年2月25日  | エキスプレス ⁄ 東芝EMI                   | CD     | TOCT-10088 | Q盤シリーズでの再発。                                                                                       |
| 9  | 1998年11月18日 | エキスプレス ⁄ 東芝EMI                   | CD     | TOCT-10546 | オリジナル・アルバム+ライブ・アルバム全13タイトルの14枚組CD-BOX『OFF COURSE BOX』(TOCT-10542~55)の中の1枚。 |
| 10 | 2001年9月7日   | エキスプレス ⁄ 東芝EMI                   | CD     | TOCT-10776 | スーパーリマスタリングシリーズでの再発。                                                                    |
| 11 | 2005年3月24日  | エキスプレス ⁄ 東芝EMI                   | CD     | TOCT-25636 | 紙ジャケット仕様。24ビット・デジタル・リマスタリング音源による再発。                                        |
| 12 | 2009年1月21日  | エキスプレス ⁄ EMIミュージック・ジャパン | SHM-CD | TOCT-95036 | |